# Corbeilles
Corbeilles (habitualment anomenat Corbeilles-en-Gâtinais) és un municipi francès situat al departament del Loiret i a la regió de Centre – Vall del Loira. L'any 2007 tenia 1.479 habitants.

## Demografia

### Població
El 2007 la població de fet de Corbeilles era de 1.479 persones. Hi havia 659 famílies, de les quals 226 eren unipersonals (95 homes vivint sols i 131 dones vivint soles), 222 parelles sense fills, 183 parelles amb fills i 28 famílies monoparentals amb fills.
La població ha evolucionat segons el següent gràfic:
Habitants censats

### Habitatges
El 2007 hi havia 798 habitatges, 666 eren l'habitatge principal de la família, 52 eren segones residències i 80 estaven desocupats. 718 eren cases i 78 eren apartaments. Dels 666 habitatges principals, 390 estaven ocupats pels seus propietaris, 255 estaven llogats i ocupats pels llogaters i 21 estaven cedits a títol gratuït; 4 tenien una cambra, 63 en tenien dues, 210 en tenien tres, 194 en tenien quatre i 197 en tenien cinc o més. 578 habitatges disposaven pel capbaix d'una plaça de pàrquing. A 320 habitatges hi havia un automòbil i a 253 n'hi havia dos o més.

### Piràmide de població
La piràmide de població per edats i sexe el 2009 era:
| Homes | Edats   | Dones |
| ----- | ------- | ----- |
| 4     | 95 o +  | 0     |
| 0     | 90 a 94 | 8     |
| 16    | 85 a 89 | 16    |
| 8     | 80 a 84 | 24    |
| 16    | 75 a 79 | 32    |
| 60    | 70 a 74 | 48    |
| 28    | 65 a 69 | 36    |
| 24    | 60 a 64 | 40    |
| 56    | 55 a 59 | 40    |
| 40    | 50 a 54 | 44    |
| 68    | 45 a 49 | 84    |
| 48    | 40 a 44 | 40    |
| 52    | 35 a 39 | 56    |
| 48    | 30 a 34 | 44    |
| 36    | 25 a 29 | 24    |
| 44    | 20 a 24 | 36    |
| 40    | 15 a 19 | 60    |
| 40    | 10 a 14 | 72    |
| 24    | 5 a 9   | 64    |
| 28    | 0 a 4   | 32    |

## Economia
El 2007 la població en edat de treballar era de 895 persones, 648 eren actives i 247 eren inactives. De les 648 persones actives 564 estaven ocupades (316 homes i 248 dones) i 84 estaven aturades (37 homes i 47 dones). De les 247 persones inactives 99 estaven jubilades, 62 estaven estudiant i 86 estaven classificades com a «altres inactius».

### Ingressos
El 2009 a Corbeilles hi havia 678 unitats fiscals que integraven 1.532,5 persones, la mediana anual d'ingressos fiscals per persona era de 17.246 €.

### Activitats econòmiques
Dels 61 establiments que hi havia el 2007, 2 eren d'empreses extractives, 2 d'empreses alimentàries, 2 d'empreses de fabricació d'altres productes industrials, 11 d'empreses de construcció, 15 d'empreses de comerç i reparació d'automòbils, 2 d'empreses de transport, 3 d'empreses d'hostatgeria i restauració, 5 d'empreses financeres, 1 d'una empresa immobiliària, 5 d'empreses de serveis, 6 d'entitats de l'administració pública i 7 d'empreses classificades com a «altres activitats de serveis».
Dels 22 establiments de servei als particulars que hi havia el 2009, 1 era una gendarmeria, 1 oficina de correu, 2 oficines bancàries, 2 tallers de reparació d'automòbils i de material agrícola, 1 autoescola, 2 paletes, 6 fusteries, 1 lampisteria, 1 electricista, 1 empresa de construcció, 2 perruqueries, 1 restaurant i 1 agència immobiliària.
Dels 6 establiments comercials que hi havia el 2009, 1 era una gran superfície de material de bricolatge, 1 una botiga de més de 120 m², 1 una botiga de menys de 120 m², 1 una fleca, 1 una llibreria i 1 una botiga de roba.
L'any 2000 a Corbeilles hi havia 31 explotacions agrícoles que ocupaven un total de 2.882 hectàrees.

## Equipaments sanitaris i escolars
L'únic equipament sanitari que hi havia el 2009 era una farmàcia.
El 2009 hi havia una escola elemental.

## Poblacions més properes
El següent diagrama mostra les poblacions més properes.